# 绿线 (以色列)

以色列

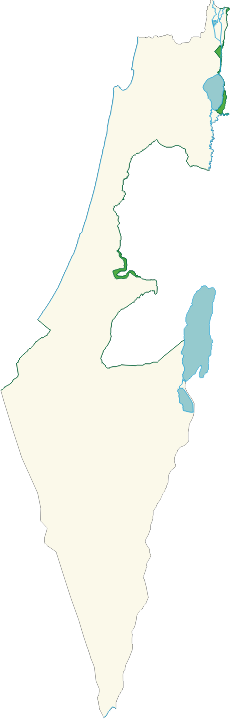
以色列1949年绿线(深绿色)及非军事区(浅绿色)

绿线是于1948年第一次中东战争后，以色列与埃及、约旦、叙利亚、黎巴嫩之间根据1949年停战协议划定的分界线。
绿线也用于标记以色列通过六日战争获得的土地（約旦河西岸及加沙地帶）。绿线得名于谈判期间在地图上画线使用的绿色墨水。

## 定义
绿线不是以色列国境线，也不是永久边界。绿线仅仅是一条停火线。因而，绿线也用于区分以色列本土与由以色列国防军或巴勒斯坦自治政府控制的其他区域。
巴勒斯坦國一直要求以1967年邊界作為基礎立國，並要求以色列從當地撤軍。